# 風櫃來的人
《風櫃來的人》，是1983年由侯孝賢執導，片中描述三個青少年在澎湖縣「風櫃」（位於澎湖縣馬公市）漁村間過著遊手好閒到處遊蕩的日子，離鄉背井到高雄市討生活，卻仍然徬徨無措沒有方向。

## 劇情
在無所事事的日子，三個住在風櫃等待當兵的少年阿清（鈕承澤飾演）、阿榮（張世飾演）、郭仔（趙鵬舉飾演）與他們的好朋友豬哥(飾演者不明)四人時常結伴而行，講義氣的阿清經常為朋友出頭，捲入了幾次打架的糾紛，阿清因為受到家人指責後負氣離家，四人決定躲在郭仔親戚家的空屋內，在那邊渡過了數日優閒的時光；風光明媚的日子裡，浪花拍打在碼頭的石墩上，四人在工廠前跳著滑稽的舞蹈，吸引著在海邊工廠工作的少女楊金花（楊麗音飾演），五人變成了朋友，時常在一起玩鬧，阿清無意間在碼頭遇到了欺負他哥哥的仇家，四個人義氣相挺痛毆了仇家一頓，卻也因此背上了案底，最後阿清被哥哥保出來；原想替哥哥出一口氣的阿清卻還是倚靠了哥哥，回到家又遭到媽媽（陳淑芳飾演）的責備，覺得委屈的阿清聽到了郭仔的建議，他說阿榮的姊姊在高雄工作，想去高雄見見世面，聽了這席話的阿清決定再次不告而別的離家，與阿榮，郭仔三人一同前往高雄。
三人到高雄後受到了大城市的激勵，對了未來有些許盼望，在數次的迷路之後終於找到了阿榮的姊姊(張純芳飾演)的住所，阿榮的姊姊數落他們沒學歷沒當兵沒一技之長，不過阿榮的姊姊刀子嘴豆腐心，還是帶他們去找了在加工廠工作的同鄉錦和（庹宗華飾演）；三人受到了錦和的推薦下進入了加工廠工作，與錦和同住的還有他的女友小杏（林秀玲飾演），也是一位在加工廠當會計的女孩，五人便一同住在旗津的一間民宅內，青春的女孩出現立刻吸引了阿清三人的目光，尤其是阿清對於亮麗的小杏特別的關心。
隨著五人相處的時間越長，阿清慢慢注意到小杏的不快樂以及錦和對小杏冷暴力，青澀的阿清不知不覺中對眼前的女孩產生了感情，但因為她是錦和的女友，阿清只能成為旁觀者，而加工廠作業員微薄的薪水也給了阿清啟示，開始在閒暇的時間學習日文；阿清對於阿榮的散漫感到不滿、對於小杏到遭遇感到無能為力、對於自身的能力不足感到了迷惘。
錦和因為事故而被迫離職，他決定前往海外求職；錦和的離開對小杏是一個打擊，在暗戀小杏的阿清眼中更不是滋味；阿榮和郭仔也提出了離職的想法，他們要去跟姊夫合作一起賣錄音帶；對錄音帶生意不熟悉的阿清並未與阿榮同行，但加工廠作業員微薄的薪水沒有前途是不爭的事實，自己也無其他才能，阿清因理解到自身能力的不足感到憤怒，加上在意小杏對於錦和的感情，阿清將這個怨氣出在了阿榮身上，兩人也隨即鬧翻。
此時阿清收到父親的過世的消息，阿清趕緊回到風櫃奔喪，父親在多年前被野球打到頭，從此變成癡呆，雖然知道父親的狀況不穩定，但是阿清還是對於父親的死感到意外，生命無常，過往與父親的回憶如同幻燈片一般的在腦海中撥放著，阿清雖然悲傷卻流不出眼淚來，家人在一旁勸阿清回來風櫃工作，給出的原因是在風櫃有家人彼此好照應，不發一語的阿清將手上盛飯的碗丟出，跑出了家裡哭泣，他毅然決然地回到高雄加工廠繼續工作。
加工廠內只剩下阿清跟小杏在工作，五人一起租的房子也剩下阿清與小杏獨居，兩人時常一起行動，約會，看似往好的方面發展，這時傳出錦和的船隻故障，必須暫時回到高雄修理，小杏得知後因為不想再看到錦和，決定離開高雄回到北部工作，阿清送小杏到車站搭車，在僅剩下的一點時間，阿清卻怎麼樣也說不出自己對小杏的心意，只能看著客運越走越遠，阿清失戀了。
失落的阿清來到了阿榮的錄音帶小舖，生意並沒有像阿榮幻想中那樣的好，阿榮勸阿清不要太神經，並告訴他天涯何處無芳草的概念；郭仔即將要去當兵，阿清問郭仔是否在當兵之前要回風櫃?聽到郭仔給了肯定的回覆後，阿清站上了板凳上開始大聲叫賣，幫助阿榮他們賣錄音帶，隨著鏡頭拉遠，阿清高亢的叫賣聲也越來越小聲，漸漸埋沒在人來人往的高雄市中。

## 演員列表
| 飾演角色 | 演員   | 關係           |
| -------- | ------ | -------------- |
| 阿清     | 鈕承澤 |                |
| 阿榮     | 張世   |                |
| 郭仔     | 趙鵬舉 |                |
| 小杏     | 林秀玲 |                |
|          | 張純芳 | 阿榮姊姊       |
| 黃錦和   | 庹宗華 | 阿榮姊姊的朋友 |
|          | 侯孝賢 | 阿榮姊姊的男友 |
|          | 顏正國 |                |

## 迴響
韓國知名導演李滄東在一次採訪中說到自己曾受到這部電影的啟發，成為他跨足電影界的關鍵。

## 獎項紀錄
- 第21届金馬獎 (1984年)

| 獎項       | 入圍者     | 結果 |
| 最佳劇情片 | 萬年青公司 | 提名 |
| 最佳導演   | 侯孝賢     | 提名 |
| 最佳剪輯   | 廖慶松     | 提名 |
| 最佳攝影   | 陳坤厚     | 提名 |

- 法國南特三洲影展「最佳影片」

## 外部連結
- 互联网电影数据库（IMDb）上《風櫃來的人》的资料（英文）
- 開眼電影網上《風櫃來的人》的資料（繁體中文）
- https://web.archive.org/web/20150108093850/http://www.taiwancinema.com/ct_19830_252